# Allan Sly (Mathematiker)
Allan Sly (* 1982) ist ein australischer Mathematiker.
Sly war 1999 und 2000 im australischen Team der Internationalen Mathematikolympiade (wobei er eine Silbermedaille erhielt) und studierte am Radford College und der Australian National University mit dem Bachelor- und Master-Abschluss (2006). Sly wurde 2009 an der University of California, Berkeley, bei Elchanan Mossel promoviert mit einer Dissertation über ein Thema der Wahrscheinlichkeitstheorie (Spatial and Temporal Mixing of Gibbs Measures). Als Post-Doktorand war er bei Microsoft Research. Ab 2011 war er Assistant Professor in der Fakultät für Statistik in Berkeley und 2016 wurde er Professor an der Princeton University.
Der Schwerpunkt seiner Arbeiten betrifft stochastische Prozesse in Netzwerken in unterschiedlichen Zusammenhängen wie statistischer Physik (Isingmodell) und theoretische Informatik. Zu seinen bedeutenden Beiträgen zählen die Bestimmung von Schwellen für die Erkennung von Mustern im dünnbesetzten stochastischen Blockmodell, bahnbrechende Arbeiten zum Cutoff von Markow-Ketten bei der Glauber-Dynamik von Isingmodellen, das heißt einem scharfen Übergang zur Gleichgewichts-Verteilung, unter Verwendung von Perkolation von Information und die Konstruktion von Einbettung von Zufallsfolgen in Zufallsfolgen. Er bewies ein lange offenes Problem der Informatik, die Erfüllbarkeits-Vermutung im zufälligen k-SAT-Problem (random k-SAT) für große k (Existenz eines Phasenübergangs). Dabei entwickelte er neue Methoden mit breiten Anwendungsmöglichkeiten wie Informations-Perkolation.
2012 wurde er Sloan Research Fellow. 2018 erhielt er eine MacArthur Fellowship für die Anwendung der Wahrscheinlichkeitstheorie in lange bestehenden offenen Problemen der statistischen Physik und Informatik. 2019 erhielt er den Loève-Preis.

## Schriften (Auswahl)
- mit Eyal Lubetzky: Cutoff phenomena for random walks on random regular graphs, Duke Mathematical Journal, Band 153, 2010, S. 475–510
- Computational Transition at the Uniqueness Threshold, Proceedings of IEEE Symposium on Foundations of Computer, 2010, S. 287–296,  Arxiv
- mit S. Chatterjee,  Persi Diaconis: Random graphs with a given degree sequence, Annals of Applied Probability, Band 21, 2011, S. 1400–1435
- mit F. Krzakala, C. Moore, E. Mossel, J. Neeman, L. Zdeborová, P. Zhang: Spectral redemption: clustering sparse networks, Proc. Nat. Acad. Sciences USA, Band 110, 2013, S. 20935–20940, Arxiv
- mit Eyal Lubetzky: Cutoff for the Ising model on the lattice, Inventiones mathematicae, Band 191, 2013, S. 719–755, Arxiv
- mit E. Lubetzky: Critical Ising on the square lattice mixes in polynomial time, Communications in Mathematical Physics, Band 313, 2013, S. 815–836, Arxiv
- mit J. Ding, N. Sun: Proof of the satisfiability conjecture for large k, Proceedings of the 47th ACM Symposium on Theory of Computing (STOC), 2015, S. 59–68. Arxiv
- mit E. Mossel, J. Neeman: Reconstruction and estimation in the planted partition model, Probability Theory and Related Fields, Band 162, 2015, S. 431–461
- mit E. Mossel, O. Tamuz: Strategic learning and the topology of social networks, Econometrica, Band 83, 2015, S. 1755–1794, Arxiv
- mit E. Mossel, J. Neeman: A Proof Of The Block Model Threshold Conjecture, Combinatorica, Band 38, 2018, S. 655–708, Arxiv 2013
- mit Riddhipratim Basu, Vladas Sidoravicius: Last Passage Percolation with a Defect Line and the Solution of the Slow Bond Problem,  Arxiv 2014